# Marie Thérèse de Choiseul

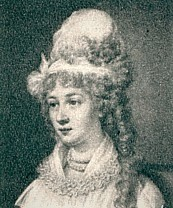
Marie Thérèse de Choiseul-Stainville

Marie Thérèse de Choiseul, född 22 oktober 1767 i Paris, död 27 juli 1794 i Paris, var en prinsessa av Monaco; gift med prins Josef av Monaco. 

## Biografi
Marie Thérèse var dotter till Jacques-Philippe de Choiseul, greve de Stainville (1727-1789), och Thérèse de Clermont d'Amboise (1746-1789). Hon gifte sig år 1782 med prins Josef av Monaco (1767-1816), med vilken hon fick tre döttrar. 
Den monegaskiska furstefamiljen levde mestadels i Frankrike, där den franska revolutionen utbröt 1789. I januari 1793 bildades en folkrepresentation i Monaco som ansökte om att bli anslutna till Frankrike, och i mars samma år genomfördes detta, vilket gjorde medlemmarna av den före detta furstefamiljen till franska medborgare.  Hennes make befann sig under den tiden på ständiga utlandsresor för att låna pengar, vilket gjorde att han dömdes för kontrarevolutionär verksamhet i sin frånvaro under skräckväldet.  Han valde då att stanna utomlands, medan Marie Thérèse i egenskap av hans maka arresterades i hans frånvaro.  Deras döttrar lämnades då i sin guvernants vård.  
Marie Thérèse dömdes till döden för kontrarevolutionär verksamhet.  Hon försökte skjuta upp sin avrättning genom att hävda sig vara gravid, men det visade sig vara en lögn.  Hon förklarade för Antoine Fouquier-Tinville att hon hade velat fördröja avrättningen bara en enda dag, för att på så sätt kunna få tid att själv klippa av sig håret istället för att låta bödeln göra det, eftersom hon ville ge det som avskedsgåva till sina döttrar, och ansökte om ett möte.  Hon tillbringade sin sista dag i livet i Foquier-Thinvilles väntrum, men hann aldrig träffa honom innan det var dags för henne att bege sig av till avrättningsplatsen för att avrättas. Hon kom att bli en av de sista som avrättades under skräckväldet, eftersom Robespierre störtades dagen efter hennes avrättning.